# Surada (Odisha)
Surada es una ciudad y  comité de área notificada situada en el distrito de Ganjam en el estado de Odisha (India). Su población es de 14867 habitantes (2011). Se encuentra a 69 km de Brahmapur y a 174 km de Bhubaneswar.

## Demografía
Según el censo de 2011 la población de Surada era de 14867 habitantes, de los cuales 7505 eran hombres y 7362 eran mujeres. Surada tiene una tasa media de alfabetización del 77,69%, superior a la media estatal del 72,87%: la alfabetización masculina es del 85,65%, y la alfabetización femenina del 69,67%.

## Clima
| Parámetros climáticos promedio de Surada, Odisha | Parámetros climáticos promedio de Surada, Odisha | Parámetros climáticos promedio de Surada, Odisha | Parámetros climáticos promedio de Surada, Odisha | Parámetros climáticos promedio de Surada, Odisha | Parámetros climáticos promedio de Surada, Odisha | Parámetros climáticos promedio de Surada, Odisha | Parámetros climáticos promedio de Surada, Odisha | Parámetros climáticos promedio de Surada, Odisha | Parámetros climáticos promedio de Surada, Odisha | Parámetros climáticos promedio de Surada, Odisha | Parámetros climáticos promedio de Surada, Odisha | Parámetros climáticos promedio de Surada, Odisha | Parámetros climáticos promedio de Surada, Odisha |
| Mes                                              | Ene.                                             | Feb.                                             | Mar.                                             | Abr.                                             | May.                                             | Jun.                                             | Jul.                                             | Ago.                                             | Sep.                                             | Oct.                                             | Nov.                                             | Dic.                                             | Anual                                            |
| ------------------------------------------------ | ------------------------------------------------ | ------------------------------------------------ | ------------------------------------------------ | ------------------------------------------------ | ------------------------------------------------ | ------------------------------------------------ | ------------------------------------------------ | ------------------------------------------------ | ------------------------------------------------ | ------------------------------------------------ | ------------------------------------------------ | ------------------------------------------------ | ------------------------------------------------ |
| Temp. máx. media (°C)                            | 26                                               | 29                                               | 34                                               | 36                                               | 37                                               | 34                                               | 31                                               | 30                                               | 31                                               | 31                                               | 29                                               | 27                                               | 31.3                                             |
| Temp. mín. media (°C)                            | 14                                               | 18                                               | 22                                               | 26                                               | 28                                               | 28                                               | 26                                               | 26                                               | 25                                               | 22                                               | 18                                               | 14                                               | 22.3                                             |
| Lluvias (mm)                                     | 15.50                                            | 17.40                                            | 21.70                                            | 21.00                                            | 40.30                                            | 156.00                                           | 310.00                                           | 294.50                                           | 204.00                                           | 96.10                                            | 30.00                                            | 18.60                                            | 1225.1                                           |
| Fuente: MSM Weather                              |                                                  |                                                  |                                                  |                                                  |                                                  |                                                  |                                                  |                                                  |                                                  |                                                  |                                                  |                                                  |                                                  |